# Festiwal Piosenki Włoskiej w San Remo 2025
Festiwal Piosenki Włoskiej w San Remo 2025 – 75. edycja Festiwalu Piosenki Włoskiej, organizowana przez włoskiego nadawcę Rai – Radiotelevisione italiana w dniach 11–15 lutego 2025 roku w Teatrze Ariston w San Remo pod przewodnictwem artystycznym Carlo Contiego.
Sekcję „nuove proposte” festiwalu zwyciężył Settembre z utworem „Vertebre”, natomiast sekcję „campioni” – a zarazem cały festiwal – zwyciężył Olly z utworem „Balorda nostalgia”. Reprezentantem Włoch w 69. Konkursie Piosenki Eurowizji został laureat drugiego miejsca, Lucio Corsi z utworem „Volevo essere un duro”.

## Organizacja

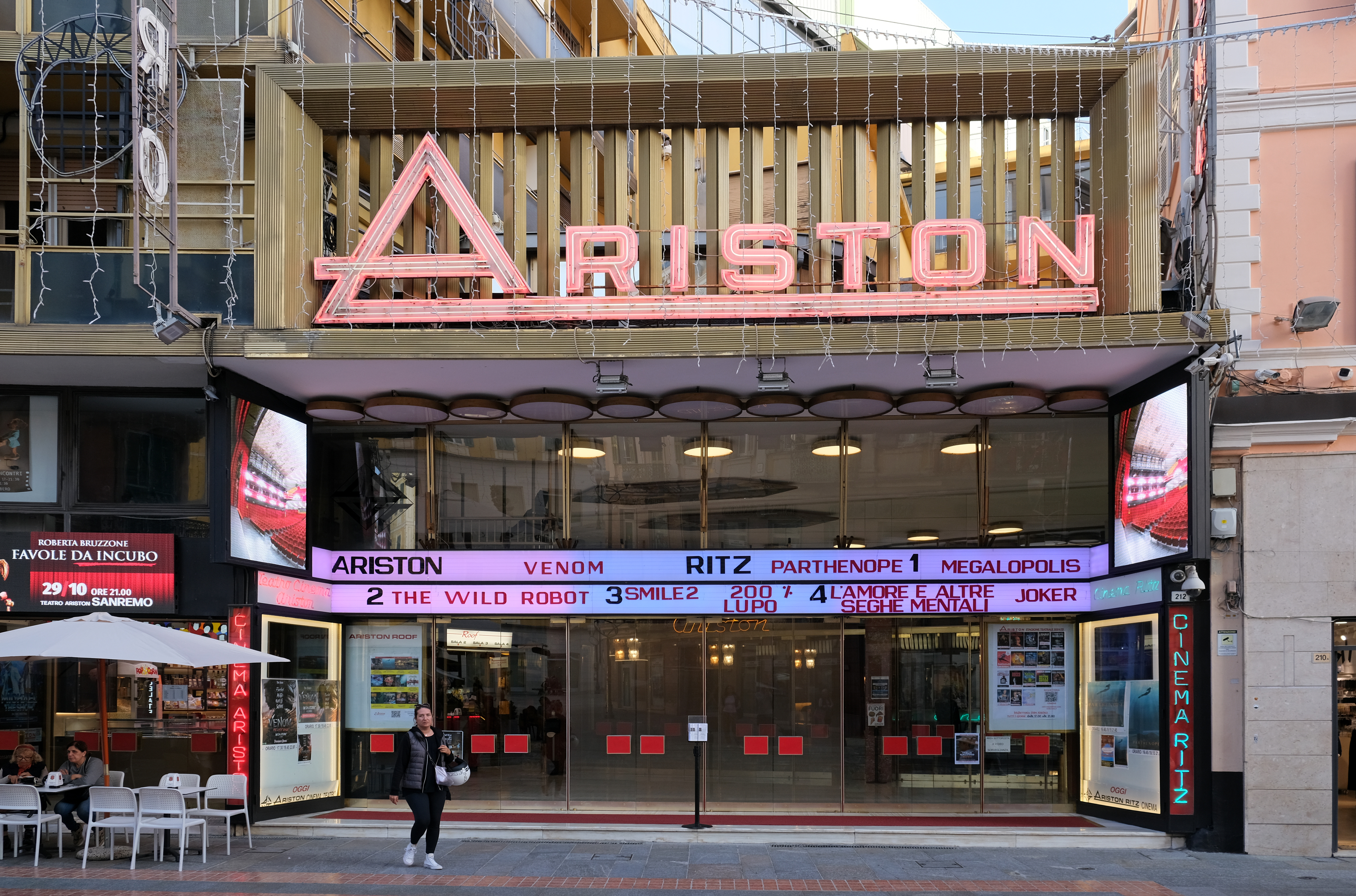
Teatr Ariston, miejsce organizacji festiwalu (2024)

Początkowo lokalne media donosiły, że festiwal odbędzie się od 4 do 8 lutego 2025, lecz ostatecznie został on przesunięty o tydzień (tj. od 11 do 15 lutego) ze względu na kolidujące z pierwotnie zapowiedzianymi datami mecze ćwierćfinałowe Pucharu Włoch w piłce nożnej.
Sloganem tej edycji festiwalu zostało hasło Tutti cantano Sanremo (tłum. Wszyscy śpiewają San Remo), które obowiązywało już wcześniej w latach 2015–2017, a utworem przewodnim (i zarazem dżinglem) – „Tutta l’Italia” Gabry’ego Ponte, który później w tym samym roku został wyłoniony na reprezentanta San Marino w 69. Konkursie Piosenki Eurowizji.

### Dyrektor artystyczny i prowadzący
W czerwcu 2023 Amadeus, dyrektor artystyczny FPW od 2020, poinformował, że edycja w 2024 będzie jego ostatnią na tym stanowisku. Wśród osobistości, które wyraziły chęć kandydowania o przejęcie posady, była m.in. Elettra Lamborghini. Według lokalnych mediów, Rai rozpoczęło w marcu 2024 negocjacje z Amadeusem, prosząc go o przedłużenie kontraktu na kolejne dwa lata, do 2026, jednak w maju 2024 stacja ogłosiła, że mianowała na stanowisko dyrektora artystycznego Carlo Contiego, który już wcześniej piastował tę rolę w latach 2015–2017.
W październiku 2024 ogłoszono, że współprowadzącym (wraz z Contim) piąty wieczór festiwalu, jak i zarazem prowadzącym DopoFestival, zostanie Alessandro Cattelan, a w styczniu 2025 roku ujawniono komplet współprowadzących: Antonella Clerici i Gerry Scotti podczas pierwszego wieczoru; Bianca Balti, Cristiano Malgioglio i Nino Frassica podczas drugiego wieczoru; Miriam Leone, Elettra Lamborghini i Katia Follesa podczas trzeciego wieczoru; Mahmood i Geppi Cucciari podczas czwartego wieczoru oraz Alessia Marcuzzi i Cattelan podczas piątego wieczoru. W grudniu 2024 poinformowano, że prowadzącymi PrimaFestival zostaną Bianca Guaccero, Gabriele Corsi i Mariasole Pollio, a na początku lutego 2025 do tego grona dołączył duet I Sansoni.

### Format i mechanika festiwalu
W czerwcu 2024 Conti ogłosił, że po raz pierwszy od 2021 festiwal zostanie podzielony na dwie sekcje – tj. na główną sekcję „campioni” (tłum. mistrzowie) dla popularniejszych artystów włoskiej sceny muzycznej i poboczną sekcję „nuove proposte” (tłum. nowe propozycje) dla wschodzących artystów. Wyjawił również chęć skrócenia czasu trwania każdego wieczoru, w związku z czym udział brać miała mniejsza ilość utworów.
Pod koniec sierpnia 2024 opublikowany został regulamin festiwalu, w którym przedstawiona została jego mechanika:
- głosowanie ponownie odbyło się poprzez kombinację trzech członów: jury radia, jury prasy, telewizji i internetu (zwyczajowo, skrótowo: jury prasy) oraz telewidzowie za pomocą SMS i audiotele;
- dla sekcji „campioni”: podczas pierwszego wieczoru wystąpili wszyscy uczestnicy, a pod koniec wieczoru jury prasy sporządziło pierwszy ranking; podczas drugiego i trzeciego wieczoru wystąpiło po połowie wszystkich artystów i w drodze łącznego głosowania jury radia i telewidzów ułożone zostały osobne klasyfikacje tych wieczorów oraz jedna, pełna klasyfikacja generalna; podczas czwartego wieczoru (tzw. wieczoru coverów) wystąpili wszyscy uczestnicy, jednak w przeciwieństwie do ubiegłych edycji jej wyniki nie były brane pod uwagę w klasyfikacji końcowej oraz artyści mogli występować w duetach ze sobą; natomiast podczas piątego wieczoru (tzw. finału) ponownie wystąpili wszyscy uczestnicy i w drodze łącznego głosowania wszystkich członów (z następującym rozłożeniem głosów: telewidzowie – 34%, jury radia i prasy – po 33%) ułożona została klasyfikacja tego wieczoru, którą połączono z wynikami z pierwszych trzech wieczorów w celu utworzenia klasyfikacji końcowej, po czym pięciu najlepszych artystów zakwalifikowanych zostało do kolejnej rundy głosowania (tzw. superfinału), gdzie w analogiczny sposób został wybrany zwycięzca festiwalu;
- dla sekcji „nuove proposte”: na początku drugiego wieczoru odbyły się dwa półfinały, a pod koniec trzeciego wieczoru – finał; w obydwu półfinałach wzięło udział dwóch artystów, a jeden z nich został zakwalifikowany do finału; w każdej z rozgrywek tej sekcji o wyniku zadecydowała kombinacja głosów wszystkich członów głosowania z rozłożeniem identycznym do tego obowiązującego podczas finału sekcji „campioni”[6][18].

Podczas pierwszych trzech wieczorów ujawnionych zostało wyłącznie pięciu czołowych uczestników sekcji „campioni” w klasyfikacji każdego z nich w wylosowanej kolejności, podczas czwartego – najlepiej oceniona dziesiątka w odwrotnej kolejności uzyskanych miejsc, natomiast podczas piątego – pełna klasyfikacja końcowa. Detalowane rankingi koncertów, w tym procentowe wyniki głosowania telewidzów w każdym z nich, zostały opublikowane dzień po finałach obydwu sekcji: 14 (sekcja „nuove proposte”) i 16 lutego (sekcja „campioni”).

## Kontrowersje

### Dyskusja wokół równości i reprezentacji na festiwalu

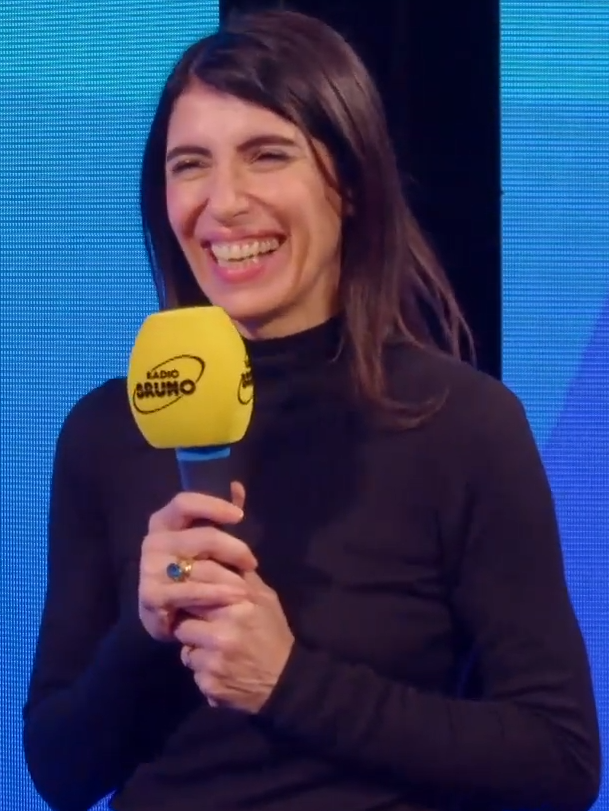
Giorgia, najwyżej uplasowana kobieta w klasyfikacji końcowej 75. Festiwalu Piosenki Włoskiej w San Remo

Festiwal wzbudził kontrowersje z powodu braku kobiet w pierwszej piątce klasyfikacji końcowej, co miało miejsce po raz drugi w ciągu trzech lat (wcześniej w 2023), oraz obecności tylko jednej solistki w jej pierwszej dziesiątce. Wpisało się to w szerszy problem systemowej dyskryminacji artystek we włoskiej branży muzycznej, albowiem badania i analizy lokalnego rynku wskazują na wyraźną w nim dysproporcję płciową. Piosenkarka Giorgia, która – będąc główną faworytką do zwycięstwa – zajęła szóste miejsce, podkreśliła konieczność zmiany w społecznej mentalności w celu eliminacji uprzedzeń związanych z płcią. Na ten temat wypowiedziały się również inne uczestniczki festiwalu: Elodie skrytykowała ten trend, mówiąc, że „kobiety w tym konkursie muszą udowadniać swoje umiejętności na każdym kroku, a i tak są ignorowane”, natomiast Gaia wyraziła rozczarowanie „nienależytym docenieniem talentu i historii artystki takiej jak Giorgia”.
Dyskusję wywołał również sposób prezentowania osób z niepełnosprawnościami podczas festiwalu – choć organizatorzy deklarowali chęć zwiększenia świadomości społecznej na temat ich miejsca w społeczeństwie oraz codziennych zmagań, niektóre segmenty zostały skrytykowane jako nacechowane litością i nieskuteczne w tworzeniu wartościowej reprezentacji.

## Uczestnicy
Festiwal był podzielony na dwie sekcje, „campioni” i „nuove proposte”: uczestnicy tej pierwszej zostali wyłonieni przez dyrektora artystycznego FPW zarówno na podstawie otrzymanych zgłoszeń, jak i na bezpośrednie zaproszenie artystów, natomiast uczestnicy tej drugiej – poprzez eliminacje Sanremo Giovani 2024. Początkowo planowano, aby w sekcji „campioni” udział wzięło 24 artystów, lecz ostatecznie zadecydowano, że będzie ich więcej. Lista (ostatecznie trzydziestu) uczestników tej sekcji została opublikowana 1 grudnia 2024, natomiast tytuły ich piosenek zostały zaprezentowane 18 grudnia podczas Sarà Sanremo – specjalnego programu dedykowanego festiwalowi, w którego skład jako segment wszedł również finał Sanremo Giovani 2024. Pod koniec stycznia 2025 ze względu na konflikt z prawem i objęcie go śledztwem ze stawki festiwalu wycofał się Emis Killa.
| Miej. | Wykonawca                           | Utwór                    | Autor(zy) | Dyrygent orkiestry           |
| ----- | ----------------------------------- | ------------------------ | --- | ---------------------------- |
| 1     | Olly                                | „Balorda nostalgia”      | Federico „Olly” Oliveri, Julien „Jvli” Boverod, Pierfrancesco Pasini                                                                                                | Giovanni Pallotti            |
| 2     | Lucio Corsi                         | „Volevo essere un duro”  | Lucio Corsi, Tommaso Ottomano | Davide Rossi                 |
| 3     | Brunori Sas                         | „L’albero delle noci”    | Dario „Brunori Sas” Brunori | Stefano Amato                |
| 4     | Fedez                               | „Battito”                | Alessandro La Cava, Federica Abbate, Federico „Fedez” Leonardo Lucia, Nicola Lazzarin                                                                               | Valeriano Chiaravalle        |
| 5     | Simone Cristicchi                   | „Quando sarai piccola”   | Erika „Amara” Mineo, Nicola Brunialti, Simone Cristicchi | Valter Sivilotti             |
| 6     | Giorgia                             | „La cura per me”         | Giorgia Todrani, Michele „Michelangelo” Zocca, Riccardo „Blanco” Fabbriconi                                                                                         | Enzo Campagnoli              |
| 7     | Achille Lauro                       | „Incoscienti giovani”    | Daniele Nelli, Davide Simonetta, Gregorio Calculli, Lauro „Achille Lauro” De Marinis, Paolo Antonacci                                                               | Davide Rossi                 |
| 8     | Francesco Gabbani                   | „Viva la vita”           | Andrea Vittori, Carlo Gabelloni, Davide Simonetta, Francesco Gabbani, Giuseppe Zito, Luigi „Pacifico” De Crescenzo                                                  | Fabio Gurian                 |
| 9     | Irama                               | „Lentamente”             | Filippo „Irama” Maria Fanti, Giuseppe Colonnelli, Michele Zocca, Riccardo „Blanco” Fabbriconi                                                                       | Giulio Nenna                 |
| 10    | Coma_Cose                           | „Cuoricini”              | Antonio Filippelli, Fausto Zanardelli, Francesca Mesiano, Gianmarco Manilardi                                                                                       | Enrico Melozzi               |
| 11    | Bresh                               | „La tana del granchio”   | Andrea „Bresh” Brasi, Giorgio De Lauri, Luca Di Blasi, Luca Ghiazzi                                                                                                 | Diego Calvetti               |
| 12    | Elodie                              | „Dimenticarsi alle 7”    | Davide „Tropico” Petrella, Davide Simonetta, Elodie Di Patrizi | Davide Rossi                 |
| 13    | Noemi                               | „Se t’innamori muori”    | Alessandro „Mahmood” Mahmoud, Michele Zocca, Riccardo „Blanco” Fabbriconi                                                                                           | Michele „Michelangelo” Zocca |
| 14    | The Kolors                          | „Tu con chi fai l’amore” | Antonio „Stash” Fiordispino, Davide „Tropico” Petrella, Edoardo „Calcutta” D'Erme, Stefano „Zef” Tognini                                                            | Valeriano Chiaravalle        |
| 15    | Rocco Hunt                          | „Mille vote ancora”      | Davide Simonetta, Gabriel Rossi, Lorenzo Santarelli, Marco Salvaderi, Paolo Antonacci, Rocco „Rocco Hunt” Pagliarulo, Simone Tognini                                | Enzo Campagnoli              |
| 16    | Willie Peyote                       | „Grazie ma no grazie”    | Alex Andrea „Raige” Vella, Daniel Bestonzo, Guglielmo „Willie Peyote” Bruno, Luca Romeo                                                                             | Daniel Bestonzo              |
| 17    | Sarah Toscano                       | „Amarcord”               | Eugenio Maimone, Federica Abbate, Federico „Merk” Mercuri, Giordano „Kremont” Cremona, Jacopo „Jacopo Èt” Ettorre, Leonardo Grillotti, Sarah Toscano                | Valeriano Chiaravalle        |
| 18    | Shablo feat. Guè, Joshua i Tormento | „La mia parola”          | Cosimo „Guè” Fini, Edoardo Medici, Ernesto Conocchia, Joshua Bale, Luca Faraone, Massimiliano „Tormento” Cellamaro, Pablo Miguel „Shablo” Lombroni, Roberto Lamanna | Luca Faraone                 |
| 19    | Rose Villain                        | „Fuorilegge”             | Andrea „Sixpm” Ferrara, Federica Abbate, Nicola Lazzarin, Rosa „Rose Villain” Luini                                                                                 | Davide Rossi                 |
| 20    | Joan Thiele                         | „Eco”                    | Alessandra Joan Thiele, Emanuele Triglia, Federica Abbate, Simone „Mace” Benussi                                                                                    | Carmelo Patti                |
| 21    | Francesca Michielin                 | „Fango in paradiso”      | Alessandro Raina, Davide Simonetta, Francesca Michielin | Carmelo Patti                |
| 22    | Modà                                | „Non ti dimentico”       | Francesco „Kekko” Silvestre | Andrea Benassai              |
| 23    | Massimo Ranieri                     | „Tra le mani un cuore”   | Filippo „Nek” Neviani, Giulia Anania, Marta Venturini, Tiziano Ferro                                                                                                | Lucio Fabbri                 |
| 24    | Serena Brancale                     | „Anema e core”           | Federica Abbate, Jacopo „Jacopo Èt” Ettorre, Mattia Finotti, Nicola Lazzarin, Serena Brancale                                                                       | Nicole Brancale              |
| 25    | Tony Effe                           | „Damme ’na mano”         | Diego Vincenzo „Drillionaire” Vettraino, Luca Faraone, Nicolò „Tony Effe” Rapisarda                                                                                 | Enzo Campagnoli              |
| 26    | Gaia                                | „Chiamo io chiami tu”    | Davide „Tropico” Petrella, Gaia Gozzi, Simone Tognini | Riccardo Zangirolami         |
| 27    | Clara                               | „Febbre”                 | Clara Soccini, Dario „Dardust” Faini, Federica Abbate, Francesca „Madame” Calearo, Jacopo „Jacopo Èt” Ettorre                                                       | Valeriano Chiaravalle        |
| 28    | Rkomi                               | „Il ritmo delle cose”    | Francesco Catitti, Jacopo Ettorre, Luca Faraone, Matteo Pierotti, Mirko „Rkomi” Martorana, Pablo Miguel „Shablo” Lombroni                                           | Riccardo Zangirolami         |
| 29    | Marcella Bella                      | „Pelle diamante”         | Alessandro Simoncini, Marcella Bella, Marco Rettani, Pasquale Mammaro, Senatore Cirenga                                                                             | Fabio Gurian                 |
| —     | Emis Killa                          | „Demoni”                 | Emiliano Rudolf „Emis Killa” Giambelli, Federica Abbate, Mattia Cerri, Nicola Lazzarin                                                                              | —                            |

Legenda:
     Uczestnicy, którzy wycofali się ze stawki festiwalu
| Miej. | Wykonawca           | Utwór                                         | Autor(zy) | Dyrygent orkiestry    |
| ----- | ------------------- | --------------------------------------------- | --- | --------------------- |
| 1     | Settembre           | „Vertebre”                                    | Andrea Settembre, Laura Di Lenola, Manuel Finotti                                                                                         | Fabio Barnaba         |
| 2     | Alex Wyse           | „Rockstar”                                    | Alessandro „Alex Wyse” Rina, Francesco Facchinetti, Matteo Ieva                                                                           | Valeriano Chiaravalle |
| Odp.  | Maria Tomba         | „Goodbye (Voglio good vibes)”                 | Alfredo Bruno, Giulia Guerra, Maria Tomba, Mirko Guerra, Salvatore Mineo                                                                  | Fabio Barnaba         |
| Odp.  | Vale LP i Lil Jolie | „Dimmi tu quando sei pronto per fare l’amore” | Alessandro De Crescenzo, Enrico Dadone, Francesca „Madame” Calearo, Mario Cianchi, Stefano „Zef” Tognini, Valentina „Vale LP” Sanseverino | Carmelo Patti         |

## Koncerty

### Pierwszy wieczór
Pierwszy wieczór odbył się 11 lutego 2025.
| Lp. | Wykonawca                           | Utwór                    | Miejsce |
| --- | ----------------------------------- | ------------------------ | ------- |
| 1   | Gaia                                | „Chiamo io chiami tu”    | 23      |
| 2   | Francesco Gabbani                   | „Viva la vita”           | 10      |
| 3   | Rkomi                               | „Il ritmo delle cose”    | 28      |
| 4   | Noemi                               | „Se t’innamori muori”    | 7       |
| 5   | Irama                               | „Lentamente”             | 26      |
| 6   | Coma_Cose                           | „Cuoricini”              | 8       |
| 7   | Simone Cristicchi                   | „Quando sarai piccola”   | 2       |
| 8   | Marcella Bella                      | „Pelle diamante”         | 27      |
| 9   | Achille Lauro                       | „Incoscienti giovani”    | 5       |
| 10  | Giorgia                             | „La cura per me”         | 1       |
| 11  | Willie Peyote                       | „Grazie ma no grazie”    | 14      |
| 12  | Rose Villain                        | „Fuorilegge”             | 17      |
| 13  | Olly                                | „Balorda nostalgia”      | 6       |
| 14  | Elodie                              | „Dimenticarsi alle 7”    | 12      |
| 15  | Shablo feat. Guè, Joshua i Tormento | „La mia parola”          | 18      |
| 16  | Massimo Ranieri                     | „Tra le mani un cuore”   | 16      |
| 17  | Tony Effe                           | „Damme ’na mano”         | 29      |
| 18  | Serena Brancale                     | „Anema e core”           | 21      |
| 19  | Brunori Sas                         | „L’albero delle noci”    | 3       |
| 20  | Modà                                | „Non ti dimentico”       | 25      |
| 21  | Clara                               | „Febbre”                 | 24      |
| 22  | Fedez                               | „Battito”                | 4       |
| 23  | Lucio Corsi                         | „Volevo essere un duro”  | 11      |
| 24  | Bresh                               | „La tana del granchio”   | 19      |
| 25  | Sarah Toscano                       | „Amarcord”               | 22      |
| 26  | Joan Thiele                         | „Eco”                    | 15      |
| 27  | Rocco Hunt                          | „Mille vote ancora”      | 20      |
| 28  | Francesca Michielin                 | „Fango in paradiso”      | 13      |
| 29  | The Kolors                          | „Tu con chi fai l’amore” | 9       |

### Drugi wieczór
Drugi wieczór odbył się 12 lutego 2025.
| Półfinał | Lp. | Wykonawca           | Utwór                                         | Jury radia | Jury prasy | Telewidzowie |
| -------- | --- | ------------------- | --------------------------------------------- | ---------- | ---------- | ------------ |
| I        | 1   | Alex Wyse           | „Rockstar”                                    | 1          | 1          | 86,96%       |
| I        | 2   | Vale LP i Lil Jolie | „Dimmi tu quando sei pronto per fare l’amore” | 2          | 2          | 13,04%       |
| II       | 1   | Maria Tomba         | „Goodbye (Voglio good vibes)”                 | 2          | 2          | 14,14%       |
| II       | 2   | Settembre           | „Vertebre”                                    | 1          | 1          | 85,86%       |

Legenda:
     Uczestnicy, którzy awansowali do finału sekcji „nuove proposte”
| Lp. | Wykonawca           | Utwór                    | Jury radia | Telewidzowie   | Telewidzowie | Miejsce | Klasyfikacja generalna |
| Lp. | Wykonawca           | Utwór                    | Jury radia | Procent głosów | Miejsce      | Miejsce | Klasyfikacja generalna |
| --- | ------------------- | ------------------------ | ---------- | -------------- | ------------ | ------- | ---------------------- |
| 1   | Rocco Hunt          | „Mille vote ancora”      | 15         | 5,93%          | 7            | 8       | 12                     |
| 2   | Elodie              | „Dimenticarsi alle 7”    | 9          | 5,2%           | 8            | 7       | 11                     |
| 3   | Lucio Corsi         | „Volevo essere un duro”  | 4          | 10,65%         | 3            | 5       | 7                      |
| 4   | The Kolors          | „Tu con chi fai l’amore” | 5          | 2,42%          | 9            | 9       | 18                     |
| 5   | Serena Brancale     | „Anema e core”           | 13         | 1,61%          | 12           | 13      | 26                     |
| 6   | Fedez               | „Battito”                | 11         | 19,39%         | 2            | 2       | 4                      |
| 7   | Francesca Michielin | „Fango in paradiso”      | 10         | 1,6%           | 13           | 12      | 25                     |
| 8   | Simone Cristicchi   | „Quando sarai piccola”   | 2          | 20,49%         | 1            | 1       | 3                      |
| 9   | Marcella Bella      | „Pelle diamante”         | 14         | 0,71%          | 15           | 15      | 29                     |
| 10  | Bresh               | „La tana del granchio”   | 8          | 6,02%          | 6            | 6       | 9                      |
| 11  | Achille Lauro       | „Incoscienti giovani”    | 3          | 10,55%         | 4            | 4       | 6                      |
| 12  | Giorgia             | „La cura per me”         | 1          | 9,79%          | 5            | 3       | 5                      |
| 13  | Rkomi               | „Il ritmo delle cose”    | 12         | 1,54%          | 14           | 14      | 27                     |
| 14  | Rose Villain        | „Fuorilegge”             | 7          | 2,03%          | 11           | 11      | 22                     |
| 15  | Willie Peyote       | „Grazie ma no grazie”    | 6          | 2,05%          | 10           | 10      | 20                     |

### Trzeci wieczór
Trzeci wieczór odbył się 13 lutego 2025. Sekcję „nuove proposte” festiwalu zwyciężył Settembre z utworem „Vertebre”.
| Lp. | Wykonawca                           | Utwór                  | Jury radia | Telewidzowie   | Telewidzowie | Miejsce | Klasyfikacja generalna |
| Lp. | Wykonawca                           | Utwór                  | Jury radia | Procent głosów | Miejsce      | Miejsce | Klasyfikacja generalna |
| --- | ----------------------------------- | ---------------------- | ---------- | -------------- | ------------ | ------- | ---------------------- |
| 1   | Clara                               | „Febbre”               | 12         | 1,24%          | 14           | 14      | 28                     |
| 2   | Brunori Sas                         | „L’albero delle noci”  | 2          | 35,09%         | 1            | 1       | 1                      |
| 3   | Sarah Toscano                       | „Amarcord”             | 10         | 3,72%          | 7            | 8       | 16                     |
| 4   | Massimo Ranieri                     | „Tra le mani un cuore” | 11         | 2,58%          | 10           | 11      | 21                     |
| 5   | Joan Thiele                         | „Eco”                  | 7          | 1,56%          | 12           | 12      | 23                     |
| 6   | Shablo feat. Guè, Joshua i Tormento | „La mia parola”        | 9          | 2,85%          | 8            | 10      | 19                     |
| 7   | Noemi                               | „Se t’innamori muori”  | 4          | 2,72%          | 9            | 6       | 14                     |
| 8   | Olly                                | „Balorda nostalgia”    | 3          | 26,22%         | 2            | 2       | 2                      |
| 9   | Coma_Cose                           | „Cuoricini”            | 1          | 2,07%          | 11           | 5       | 15                     |
| 10  | Modà                                | „Non ti dimentico”     | 13         | 4,24%          | 5            | 9       | 17                     |
| 11  | Tony Effe                           | „Damme ’na mano”       | 14         | 4,96%          | 4            | 7       | 13                     |
| 12  | Irama                               | „Lentamente”           | 8          | 7,2%           | 3            | 3       | 8                      |
| 13  | Francesco Gabbani                   | „Viva la vita”         | 5          | 5,24%          | 6            | 4       | 10                     |
| 14  | Gaia                                | „Chiamo io chiami tu”  | 6          | 1,32%          | 13           | 13      | 24                     |

| Lp. | Wykonawca | Utwór      | Jury radia | Jury prasy | Telewidzowie |
| --- | --------- | ---------- | ---------- | ---------- | ------------ |
| 1   | Settembre | „Vertebre” | 1          | 1          | 49,03%       |
| 2   | Alex Wyse | „Rockstar” | 2          | 2          | 50,97%       |

Legenda:
     Zdobywca pierwszego miejsca
     Zdobywca drugiego miejsca

### Czwarty wieczór
Czwarty wieczór (tzw. wieczór coverów) odbył się 14 lutego 2025. Wystąpili wszyscy uczestnicy festiwalu, wykonując covery włoskich i zagranicznych hitów w parach bądź z gośćmi. Wieczór zwyciężyły Giorgia i Annalisa za swój wykon utworu „Skyfall” Adele. 
| Lp. | Wykonawca                                            | Utwór                                   | Jury radia | Jury prasy | Telewidzowie   | Telewidzowie | Miejsce |
| Lp. | Wykonawca                                            | Utwór                                   | Jury radia | Jury prasy | Procent głosów | Miejsce      | Miejsce |
| --- | ---------------------------------------------------- | --------------------------------------- | ---------- | ---------- | -------------- | ------------ | ------- |
| 1   | Rose Villain i Chiello                               | „Fiori rosa, fiori di pesco”            | 25         | 25         | 1,07%          | 19           | 26      |
| 2   | Modà i Francesco Renga                               | „Angelo”                                | 24         | 24         | 2,33%          | 14           | 18      |
| 3   | Clara i Il Volo                                      | „The Sound of Silence”                  | 13         | 18         | 5,11%          | 8            | 9       |
| 4   | Noemi i Tony Effe                                    | „Tutto il resto è noia”                 | 26         | 26         | 2,16%          | 15           | 21      |
| 5   | Francesca Michielin i Rkomi                          | „La nuova stella di Broadway”           | 21         | 23         | 1,5%           | 18           | 19      |
| 6   | Lucio Corsi i Topo Gigio                             | „Nel blu dipinto di blu”                | 2          | 2          | 11,66%         | 2            | 2       |
| 7   | Serena Brancale i Alessandra Amoroso                 | „If I Ain’t Got You”                    | 3          | 4          | 2,69%          | 13           | 13      |
| 8   | Irama i Arisa                                        | „Say Something”                         | 8          | 10         | 6,44%          | 6            | 6       |
| 9   | Gaia i Toquinho                                      | „La voglia la pazzia (Se ela quisesse)” | 11         | 20         | 0,61%          | 24           | 22      |
| 10  | The Kolors i Sal Da Vinci                            | „Rossetto e caffè”                      | 7          | 13         | 4,42%          | 10           | 10      |
| 11  | Marcella Bella i Twin Violins                        | „L’emozione non ha voce”                | 22         | 22         | 0,76%          | 23           | 24      |
| 12  | Rocco Hunt i Clementino                              | „Yes I Know My Way”                     | 10         | 7          | 5,73%          | 7            | 7       |
| 13  | Francesco Gabbani i Tricarico                        | „Io sono Francesco”                     | 23         | 17         | 1,69%          | 16           | 15      |
| 14  | Giorgia i Annalisa                                   | „Skyfall”                               | 1          | 1          | 14,27%         | 1            | 1       |
| 15  | Simone Cristicchi i Amara                            | „La cura”                               | 4          | 8          | 3,49%          | 12           | 11      |
| 16  | Sarah Toscano i Ofenbach                             | „Overdrive”                             | 20         | 16         | 1,59%          | 17           | 14      |
| 17  | Coma_Cose i Johnson Righeira                         | „L’estate sta finendo”                  | 5          | 9          | 0,54%          | 25           | 16      |
| 18  | Joan Thiele i Frah Quintale                          | „Che cosa c’è”                          | 19         | 21         | 0,81%          | 21           | 23      |
| 19  | Olly i Goran Bregović and The Wedding & Funeral Band | „Il pescatore”                          | 16         | 15         | 7,34%          | 4            | 4       |
| 20  | Achille Lauro i Elodie                               | „A mano a mano”/„Folle città”           | 6          | 3          | 4,98%          | 9            | 8       |
| 21  | Massimo Ranieri i Neri per Caso                      | „Quando”                                | 14         | 14         | 0,78%          | 22           | 20      |
| 22  | Willie Peyote, Ditonellapiaga i Tiromancino          | „Un tempo piccolo”                      | 18         | 19         | 0,29%          | 26           | 25      |
| 23  | Brunori Sas, Dimartino i Riccardo Sinigallia         | „L’anno che verrà”                      | 15         | 11         | 6,7%           | 5            | 5       |
| 24  | Fedez i Marco Masini                                 | „Bella stronza”                         | 12         | 5          | 8,53%          | 3            | 3       |
| 25  | Bresh i Cristiano De André                           | „Crêuza de mä”                          | 9          | 6          | 3,61%          | 11           | 12      |
| 26  | Shablo feat. Guè, Joshua i Tormento oraz Neffa       | „Amor de mi vida”/„Aspettando il sole”  | 17         | 12         | 0,93%          | 20           | 17      |
| —   | Emis Killa, Lazza i Laura Marzadori                  | „100 messaggi”                          | —          | —          | —              | —            | —       |

Legenda:
     Zdobywca pierwszego miejsca
     Zdobywca drugiego miejsca
     Zdobywca trzeciego miejsca
     Uczestnicy, którzy wycofali się ze stawki festiwalu

### Piąty wieczór
Piąty wieczór (tzw. finał) odbył się 15 lutego 2025.
| Lp. | Wykonawca                           | Utwór                    | Jury radia | Jury prasy | Telewidzowie   | Telewidzowie | Miejsce | Klasyfikacja końcowa |
| Lp. | Wykonawca                           | Utwór                    | Jury radia | Jury prasy | Procent głosów | Miejsce      | Miejsce | Klasyfikacja końcowa |
| --- | ----------------------------------- | ------------------------ | ---------- | ---------- | -------------- | ------------ | ------- | -------------------- |
| 1   | Francesca Michielin                 | „Fango in paradiso”      | 19         | 21         | 0,58%          | 23           | 22      | 21                   |
| 2   | Willie Peyote                       | „Grazie ma no grazie”    | 8          | 12         | 1,09%          | 16           | 12      | 16                   |
| 3   | Marcella Bella                      | „Pelle diamante”         | 27         | 27         | 0,37%          | 28           | 29      | 29                   |
| 4   | Bresh                               | „La tana del granchio”   | 14         | 17         | 2,15%          | 10           | 11      | 11                   |
| 5   | Modà                                | „Non ti dimentico”       | 28         | 28         | 1,29%          | 13           | 26      | 22                   |
| 6   | Rose Villain                        | „Fuorilegge”             | 16         | 15         | 1,06%          | 17           | 15      | 19                   |
| 7   | Tony Effe                           | „Damme ’na mano”         | 29         | 29         | 1,86%          | 11           | 24      | 25                   |
| 8   | Clara                               | „Febbre”                 | 24         | 26         | 0,49%          | 25           | 28      | 27                   |
| 9   | Serena Brancale                     | „Anema e core”           | 20         | 16         | 0,87%          | 20           | 19      | 24                   |
| 10  | Brunori Sas                         | „L’albero delle noci”    | 5          | 4          | 17,44%         | 1            | 1       | 1                    |
| 11  | Francesco Gabbani                   | „Viva la vita”           | 13         | 10         | 2,38%          | 9            | 8       | 8                    |
| 12  | Noemi                               | „Se t’innamori muori”    | 9          | 9          | 0,79%          | 21           | 13      | 13                   |
| 13  | Rocco Hunt                          | „Mille vote ancora”      | 26         | 23         | 1,55%          | 12           | 18      | 15                   |
| 14  | The Kolors                          | „Tu con chi fai l’amore” | 10         | 18         | 0,71%          | 22           | 17      | 14                   |
| 15  | Olly                                | „Balorda nostalgia”      | 7          | 5          | 16,26%         | 2            | 2       | 2                    |
| 16  | Achille Lauro                       | „Incoscienti giovani”    | 3          | 3          | 8,59%          | 5            | 5       | 7                    |
| 17  | Coma_Cose                           | „Cuoricini”              | 4          | 8          | 1,24%          | 14           | 9       | 10                   |
| 18  | Giorgia                             | „La cura per me”         | 1          | 1          | 8,03%          | 6            | 4       | 6                    |
| 19  | Simone Cristicchi                   | „Quando sarai piccola”   | 6          | 6          | 3,75%          | 7            | 7       | 4                    |
| 20  | Elodie                              | „Dimenticarsi alle 7”    | 18         | 11         | 1,14%          | 15           | 14      | 12                   |
| 21  | Lucio Corsi                         | „Volevo essere un duro”  | 2          | 2          | 12,31%         | 3            | 3       | 3                    |
| 22  | Irama                               | „Lentamente”             | 22         | 25         | 2,89%          | 8            | 10      | 9                    |
| 23  | Fedez                               | „Battito”                | 12         | 7          | 9,65%          | 4            | 6       | 5                    |
| 24  | Shablo feat. Guè, Joshua i Tormento | „La mia parola”          | 17         | 13         | 0,9%           | 19           | 16      | 18                   |
| 25  | Joan Thiele                         | „Eco”                    | 25         | 20         | 0,4%           | 26           | 27      | 23                   |
| 26  | Massimo Ranieri                     | „Tra le mani un cuore”   | 11         | 14         | 0,38%          | 27           | 21      | 20                   |
| 27  | Gaia                                | „Chiamo io chiami tu”    | 15         | 22         | 0,33%          | 29           | 23      | 26                   |
| 28  | Rkomi                               | „Il ritmo delle cose”    | 23         | 24         | 0,54%          | 24           | 25      | 28                   |
| 29  | Sarah Toscano                       | „Amarcord”               | 21         | 19         | 0,99%          | 18           | 20      | 17                   |

Legenda:
     Uczestnicy, którzy awansowali do superfinału

#### Superfinał

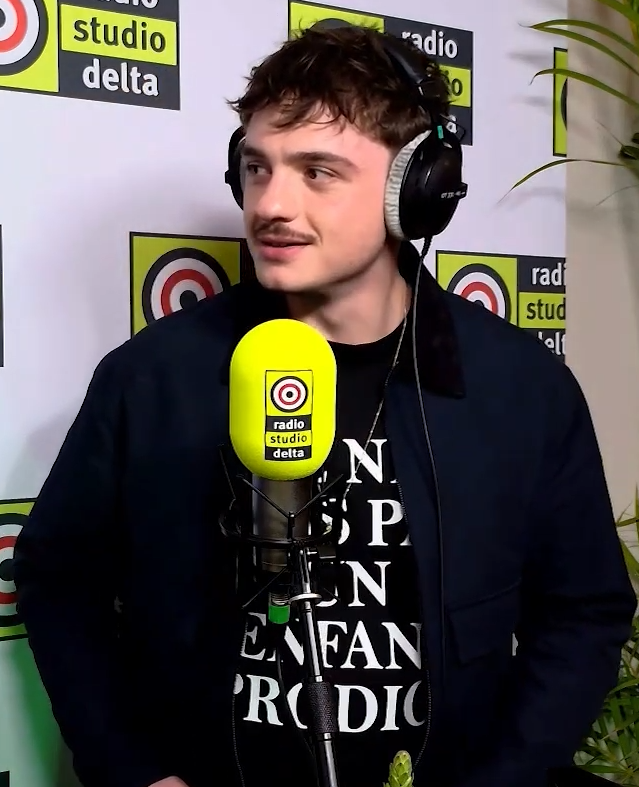
Olly, zwycięzca 75. Festiwalu PIosenki Włoskiej w San Remo

Sekcję „campioni”, a zarazem cały festiwal, zwyciężył Olly z utworem „Balorda nostalgia”.
Podobnie jak we wielu poprzednich edycjach festiwalu (oraz corocznie od 2015), jego zwycięzca otrzymał prawo do reprezentowania Włoch w 69. Konkursie Piosenki Eurowizji w Bazylei, lecz mógł odmówić – w takim przypadku Rai miało zapraszać artystów zgodnie z kolejnością wyników, aż trafi na chętnego. 22 lutego 2025 Olly poinformował za pomocą Instagrama, że odmówił przyjęcia zaproszenia, gdyż „nie czuje się gotów na udział w takim konkursie na obecnym etapie swojej kariery”, niedługo po czym Rai poinformował, że reprezentantem kraju na Eurowizji zostanie laureat drugiego miejsca, Lucio Corsi.
| Kod | Wykonawca         | Utwór                   | Jury radia | Jury prasy | Telewidzowie   | Telewidzowie | Miejsce | Klasyfikacja końcowa | Klasyfikacja końcowa |
| Kod | Wykonawca         | Utwór                   | Jury radia | Jury prasy | Procent głosów | Miejsce      | Miejsce | Wynik                | Miejsce              |
| --- | ----------------- | ----------------------- | ---------- | ---------- | -------------- | ------------ | ------- | -------------------- | -------------------- |
| 31  | Fedez             | „Battito”               | 5          | 4          | 20,51%         | 3            | 4       | 17,67%               | 4                    |
| 32  | Simone Cristicchi | „Quando sarai piccola”  | 4          | 5          | 6,13%          | 5            | 5       | 14,78%               | 5                    |
| 33  | Brunori Sas       | „L’albero delle noci”   | 3          | 3          | 16,61%         | 4            | 3       | 20,32%               | 3                    |
| 34  | Lucio Corsi       | „Volevo essere un duro” | 1          | 1          | 25,7%          | 2            | 1       | 23,39%               | 2                    |
| 35  | Olly              | „Balorda nostalgia”     | 2          | 2          | 31,05%         | 1            | 2       | 23,84%               | 1                    |

Legenda:
     Zdobywca pierwszego miejsca
     Zdobywca drugiego miejsca
     Zdobywca trzeciego miejsca

## Goście specjalni i nagrody
Wśród gości specjalnych 75. FPW znaleźli się:
- pierwszy wieczór – Noa i Mira Awad („Imagine”), Jovanotti oraz Rockin’1000(inne języki) i Raf;
- drugi wieczór – Damiano David, Alessandro Borghi, BigMama(inne języki), Edoardo Leo, Pilar Fogliati(inne języki), Emanuela Fanelli(inne języki), Maria Chiara Giannetta(inne języki), Claudia Pandolfi(inne języki), Vittoria Puccini, Marco Giallini, Maurizio Lastrico(inne języki), Rocco Papaleo(inne języki), Claudio Santamaria, Carolina Kostner, Carmine Recano(inne języki) i Giacomo Giorgio(inne języki);
- trzeci wieczór – Edoardo Bennato(inne języki), Samuele Parodi, Dario D’Ambrosi(inne języki) i Teatro Patologico, główna obsada Mare fuori(inne języki), Ermal Meta oraz Duran Duran i Victoria De Angelis;
- czwarty wieczór – Edoardo Bove, Benji & Fede(inne języki) oraz Paolo(inne języki) i Lunitta Kessisoglu;
- piąty wieczór – Gabry Ponte, Alberto Angela(inne języki), Tedua(inne języki), Planet Funk(inne języki), Edoardo Bove, Vanessa Scalera(inne języki), Amos Mosaner oraz Stefania Constantini, Mahmood i Bianca Balti.

Tradycyjnie przed ogłoszeniem wyników superfinału przyznane zostały nagrody. Nagroda Złotego Lwa przyznawana jest zwycięzcy festiwalu, natomiast resztę nagród (z wyjątkiem nagrody TIM, przyznanej zwycięzcy głosowania na platformach medialnych przedsiębiorstwa) wyłania komisja specjalnie powołana przez Rai. Iva Zanicchi (wielokrotna uczestniczka i trzykrotna zwyciężczyni festiwalu) i Antonello Venditti otrzymali również nagrody za całokształt twórczości, a podczas pierwszego wieczoru został oddany hołd zmarłemu pianiście, dyrygencie i kompozytorze Ezio Bosso.
| Nagroda                                                            | Wykonawca         | Utwór                   |
| ------------------------------------------------------------------ | ----------------- | ----------------------- |
| Zwycięzca festiwalu – nagroda Złotego Lwa                          | Olly              | „Balorda nostalgia”     |
| Nagroda krytyków Festiwalu Piosenki Włoskiej im. Mii Martini       | Lucio Corsi       | „Volevo essere un duro” |
| Nagroda im. Giancarlo Bigazziego za najlepszą kompozycję           | Simone Cristicchi | „Quando sarai piccola”  |
| Nagroda im. Sergio Bardottiego za najlepszy tekst                  | Brunori Sas       | „L’albero delle noci”   |
| Nagroda „Lunezia” za emocjonalną wartość utworu                    | Simone Cristicchi | „Quando sarai piccola”  |
| Nagroda prasy, radia, telewizji i internetu im. Lucio Dalli        | Simone Cristicchi | „Quando sarai piccola”  |
| Nagroda TIM dla zwycięzcy głosowania na platformach medialnych TIM | Giorgia           | „La cura per me”        |

| Nagroda                                                      | Wykonawca | Utwór      |
| ------------------------------------------------------------ | --------- | ---------- |
| Zwycięzca sekcji „nuove proposte” – nagroda Srebrnego Lwa    | Settembre | „Vertebre” |
| Nagroda krytyków Festiwalu Piosenki Włoskiej im. Mii Martini | Settembre | „Vertebre” |
| Nagroda im. Enzo Jannacciego za najlepszą interpretację      | Settembre | „Vertebre” |
| Nagroda prasy, radia, telewizji i sieci im. Lucio Dalli      | Settembre | „Vertebre” |

## Oglądalność
Koncerty były transmitowane na kanałach Rai 1 i Rai 4K oraz stacji Rai Radio 2 na terenie Włoch, jak i również na kanale Rai Italia oraz poprzez serwis internetowy RaiPlay na całym świecie, na kanale RTSH 2 (pierwszy, drugi i trzeci wieczór) i RTSH 1 (czwarty i piąty wieczór) z komentarzem Andriego Xhahu w Albanii, TVCG 2 w Czarnogórze, ICI Télévision (z opóźnieniem) i Rogers Cable w Kanadzie, Moldova 1 w Mołdawii oraz TVR 1 z komentarzem Bogdana Stănescu and Kyriego Mendéla w Rumunii; piąty wieczór śledzić można było również na RTVE Play z komentarzem Giuseppego di Belli, Irene Mahíi i Mawota w Hiszpanii oraz GlitterBeam Radio z komentarzem Eugenio Ceriello i Michaela Waltona-Dalzella w Wielkiej Brytanii.
Oprócz głównych koncertów festiwalu, w tygodniu wydarzenia emitowane były również towarzyszące programy PrimaFestival (tłum. przed festiwalem; poprzedzający transmisję każdego z wieczorów oraz obejmujący ceremonię „zielonego dywanu”) oraz DopoFestival (tłum. po festiwalu; stanowiący podsumowanie po transmisji każdego z wieczorów).
| Wydarzenie                   | Data                         | Część pierwsza | Część pierwsza | Część druga | Część druga | Ogólna ilość widzów | Ogólna ilość widzów | Źr.    |
| Wydarzenie                   | Data                         | Widzowie       | Udział (%)     | Widzowie    | Udział (%)  | Widzowie            | Udział (%)          | Źr.    |
| ---------------------------- | ---------------------------- | -------------- | -------------- | ----------- | ----------- | ------------------- | ------------------- | ------ |
| Pierwszy wieczór             | 11 lutego                    | 15 713 000     | 63,61%         | 7 992 000   | 68,71%      | 12 218 000          | 65%                 | [ 70 ] |
| Drugi wieczór                | 12 lutego                    | 14 437 000     | 63,22%         | 7 287 000   | 66,72%      | 11 410 000          | 64,1%               | [ 71 ] |
| Trzeci wieczór               | 13 lutego                    | 13 360 000     | 59,82%         | 6 484 000   | 59,21%      | 10 404 000          | 59,7%               | [ 72 ] |
| Czwarty wieczór              | 14 lutego                    | 16 224 000     | 68,85%         | 9 560 000   | 73,65%      | 13 187 000          | 70,4%               | [ 73 ] |
| Piąty wieczór                | 15 lutego                    | 15 590 000     | 68,8%          | 10 695 000  | 78,7%       | 13 016 000          | 72,7%               | [ 74 ] |
| Średnia wszystkich wieczorów | Średnia wszystkich wieczorów | 15 065 000     | 64,86%         | 8 404 000   | 69,4%       | 12 047 000          | 66,38%              |        |